# Fernando González de Nicolás
Fernando González de Nicolás (Madrid, 27 de noviembre de 1948) es un expiloto de motociclismo y automovilismo español, que compitió en el Campeonato del Mundo de Motociclismo entre 1971 y 1989.

## Biografía
Los inicios de González fueron muy prometedores y obtenía buenas clasificaciones en el Gran Premio de España de 1971. En 1973, González sufrió un accidente en Calatayud mientras se dirigía a una concentración motera en Zaragoza. Le fue extirpado el bazo y un riñón y esta lesión le alejó de las carreras durante mucho tiempo. La Federación de Motos le dejó sin licencia, pero Nani siguió compitiendo en automóviles, con un Martini en la Fórmula 1800 con el que llegó a ser uno de los protagonistas de la categoría, hasta que la Federación Española de Automovilismo volvió a concederle la licencia seis años más tarde. Volvió a la competición antes de sufrir otro accidente en el Gran Premio de Checoslovaquia que lo apartara otra vez de los circuitos.
González también fue juzgado por intentar atracar el Banco de Valencia en la calle Castelló de Madrid el 30 de marzo de 1981. Su cómplice se llevó tres millones de pesetas; él fue detenido y condenado. Después de cumplir la pena, volvió al mundo del motociclismo.
El piloto madrileño es el único piloto que ha pilotado en todas las categorías individuales que en el algún momento han formado parte del calendario del Mundial de motociclismo (50, 80, 125, 250, 350 y 500cc). En los últimos años, buscó financiación para correr una prueba del Mundial de sidecar y, de esta manera, entrar en el Récord Guinness en ser el primer hombre del mundo en correr en todas las categorías que han existido en el Mundial. Aunque tuvo algunas oportunidades, diferentes circunstancias lo impidieron.

## Resultados en el Campeonato del Mundo
Sistema de puntuación desde 1969 hasta 1987:
| Posición | 1.º | 2.º | 3.º | 4.º | 5.º | 6.º | 7.º | 8.º | 9.º | 10.º |
| Puntos   | 15  | 12  | 10  | 8   | 6   | 5   | 4   | 3   | 2   | 1    |

Sistema de puntuación desde 1988 hasta 1991:
| Posición | 1.º | 2.º | 3.º | 4.º | 5.º | 6.º | 7.º | 8.º | 9.º | 10.º | 11.º | 12.º | 13.º | 14.º | 15.º |
| Puntos   | 20  | 17  | 15  | 13  | 11  | 10  | 9   | 8   | 7   | 6    | 5    | 4    | 3    | 2    | 1    |

#### Carreras por Año
(Carreras en negrita indica pole position, carreras en cursiva indica vuelta rápida)
| Año  | Cat.  | Equipo       | Moto    | 1       | 2       | 3       | 4       | 5       | 6      | 7       | 8       | 9       | 10      | 11      | 12      | 13      | 14     | Pts. | Pos. |
| ---- | ----- | ------------ | ------- | ------- | ------- | ------- | ------- | ------- | ------ | ------- | ------- | ------- | ------- | ------- | ------- | ------- | ------ | ---- | ---- |
| 1971 | 50cc  | Derbi        | AUT -   | GER -   |         | NED -   | BEL -   | DDR -   | CZE -  | SWE -   | FIN -   |         | NAT -   | ESP Ret |         |         |        | 0    | -    |
| 1971 | 125cc | Bultaco      | AUT -   | GER -   | IOM -   | NED -   | BEL -   | DDR -   | CZE -  | SWE -   | FIN -   |         | NAT -   | ESP 11  |         |         |        | 0    | -    |
| 1971 | 250cc | Bultaco      | AUT -   | GER -   | IOM -   | NED -   | BEL -   | DDR -   | CZE -  | SWE -   | FIN -   | ULS -   | NAT -   | ESP 9   |         |         |        | 2    | 43.º |
| 1978 | 250cc | Yamaha       | VEN 14  | ESP -   | AUT -   | FRA -   | NAT -   | NED -   | BEL -  | SWE -   | FIN -   | GBR -   | GER -   | CZE -   | YUG -   |         |        | 0    | -    |
| 1978 | 500cc | Yamaha       | VEN -   | ESP 19  | AUT -   | FRA -   | NAT -   | NED -   | BEL -  | SWE -   | FIN -   | GBR -   | GER -   | CZE -   | YUG -   |         |        | 0    | -    |
| 1979 | 125cc | Morbidelli   | VEN Ret | AUT -   | GER -   | NAT -   | ESP 14  | YUG 10  | NED -  | BEL -   | SWE 11  | FIN -   | GBR -   | CZE -   | FRA -   |         |        | 1    | 43.º |
| 1979 | 250cc | Yamaha       | VEN 10  |         | GER 26  | NAT -   | ESP 17  | YUG -   | NED -  | BEL 4   | SWE -   | FIN -   | GBR -   | CZE 25  | FRA -   |         |        | 9    | 20.º |
| 1979 | 350cc | Yamaha       | VEN 15  | AUT -   | GER -   | NAT -   | ESP -   | YUG -   | NED -  |         | SWE -   | FIN -   | GBR -   | CZE -   | FRA -   |         |        | 0    | -    |
| 1980 | 125cc | Morbidelli   | NAT DNQ | ESP Ret | FRA -   | YUG -   | NED -   | BEL -   | FIN -  | GBR 19  | CZE 14  | GER -   |         |         |         |         |        | 0    | -    |
| 1980 | 250cc | Yamaha       | NAT -   | ESP Ret | FRA -   | YUG -   | NED -   | BEL -   | FIN -  | GBR -   | CZE 27  | GER -   |         |         |         |         |        | 0    | -    |
| 1981 | 125cc | MBA          | ARG 8   | AUT -   | GER -   | NAT -   | FRA -   | YUG -   | NED -  | BEL -   | RSM -   | GBR -   | FIN -   | SWE -   |         |         |        | 3    | 27.º |
| 1985 | 125cc | MBA          |         | ESP 16  | GER Ret | NAT Ret | AUT DNQ |         | NED -  | BEL 23  | FRA 23  | GBR Ret | SWE -   | RSM 24  |         |         |        | 0    | -    |
| 1986 | 125cc | MBA          | ESP 12  | NAT DNQ | GER DNQ | AUT DNQ |         | NED DNQ | BEL -  | FRA DNQ | GBR 18  | SWE DNQ | RSM -   | GER -   |         |         |        | 0    | -    |
| 1986 | 250cc | JJ Cobas     | ESP Ret | NAT -   | GER DNQ | AUT -   | YUG DNQ | NED -   | BEL -  | FRA -   | GBR -   | SWE -   | RSM -   |         |         |         |        | 0    | -    |
| 1987 | 125cc | JJ Cobas/MBA |         | ESP 17  | GER 23  | NAT 20  | AUT 19  |         | NED 22 | FRA Ret | GBR 16  | SWE Ret | CZE DNQ | RSM DNQ | POR Ret |         |        | 0    | -    |
| 1987 | 250cc | -            | JPN -   | ESP DNQ | GER -   | NAT -   | AUT -   | YUG -   | NED -  | FRA -   | GBR -   | SWE -   | CZE -   | RSM -   | POR -   | BRA Ret | ARG 20 | 0    | -    |
| 1988 | 125cc | JJ Cobas     |         |         | ESP Ret |         | NAT -   | GER DNQ | AUT -  | NED -   | BEL DNQ | YUG DNQ | FRA DNQ | GBR -   | SWE DNQ | CZE DNQ |        | 0    | -    |
| 1988 | 500cc | Honda Racing | JPN -   | USA -   | ESP -   | EXP -   | NAT -   | GER -   | AUT -  | NED -   | BEL -   | YUG -   | FRA -   | GBR -   | SWE -   | CZE -   | BRA 12 | 4    | 31.º |
| 1989 | 80cc  | Krauser      |         |         |         | ESP -   | NAT -   | GER -   |        | YUG -   | NED -   |         |         |         |         | CZE DNQ |        | 0    | -    |
| 1989 | 500cc | Honda Racing | JPN 23  | AUS Ret | USA 16  | ESP Ret | NAT 8   | GER DNQ | AUT 22 | YUG 19  | NED DNQ | BEL 21  | FRA 24  | GBR Ret | SWE DNQ | CZE 25  | BRA 16 | 8    | 27.º |
| 1990 | 125cc | Honda Racing | JPN -   | USA -   | ESP DNQ | NAT -   | GER -   | AUT -   | YUG -  | NED -   | BEL -   | FRA -   | GBR -   | SWE -   | CZE -   | HUN -   | AUS -  | 0    | -    |